# Universidad Autónoma de Asunción

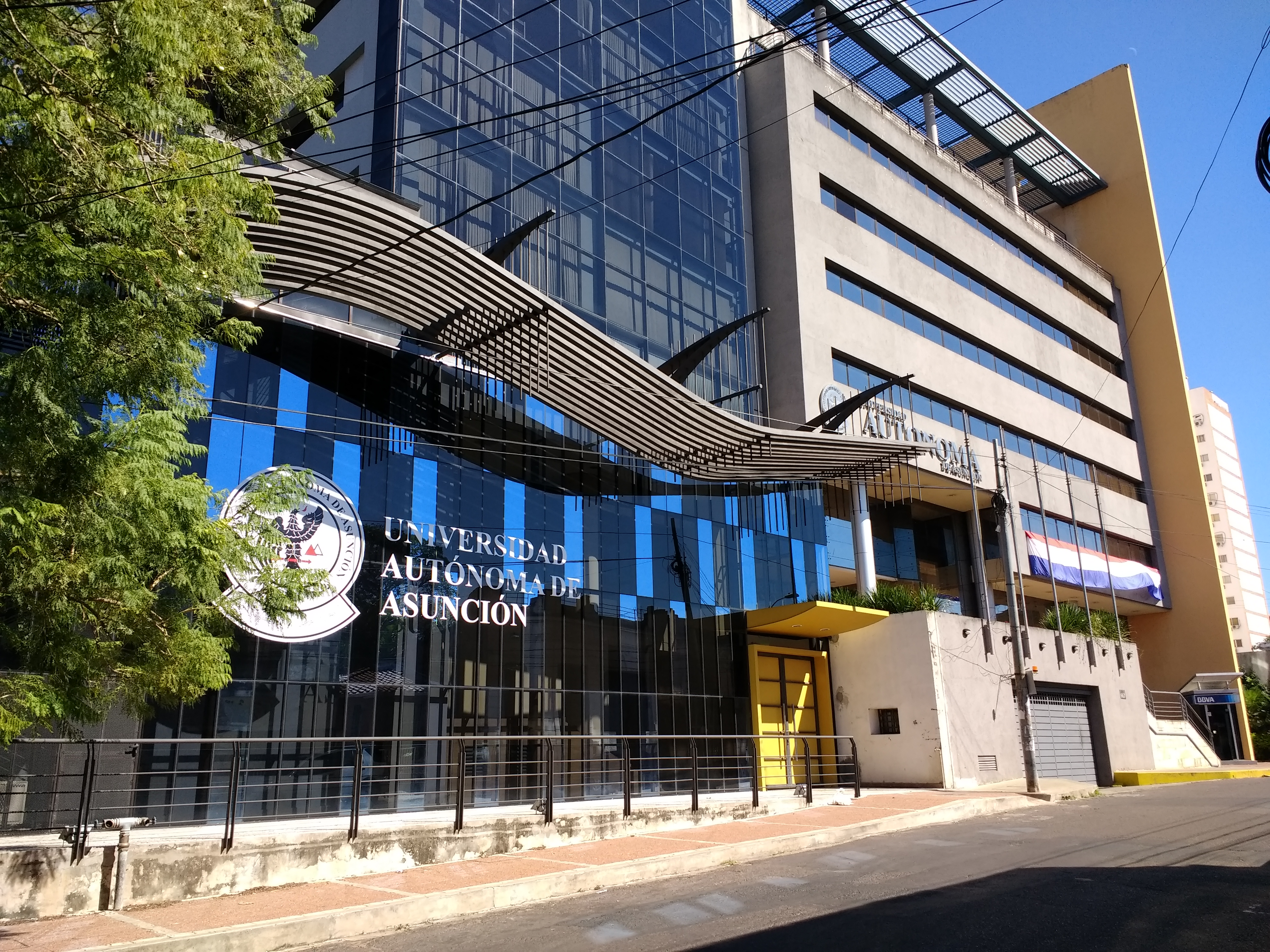

Die Universidad Autónoma de Asunción (UAA) ist eine Universität in Asunción, Paraguay.
Die Universität wurde 1978 als „Escuela Superior de Administración de Empresas (ESAE)“ gegründet und erhielt 1991 ihre heutige Bezeichnung. Über 5000 Studenten werden von ca. 350 Professoren und Dozenten an 5 Fakultäten und 21 Fachrichtungen betreut.

## Fakultäten
- Rechts-, Politik- und Sozialwissenschaften
- Naturwissenschaften und Technologie
- Wirtschafts- und Verwaltungswissenschaften
- Geistes – und Kommunikationswissenschaften
- Gesundheitswissenschaften